# رئوس مطالب هوش مصنوعی
نمای زیر به عنوان یک مرور کلی و راهنمای موضعی برای هوش مصنوعی ارائه شده‌است:
هوش مصنوعی (به انگلیسی: artificial intelligence) به صورت کوتاه و مختصر (AI) - هوش به نمایش گذاشته توسط ماشین‌ها یا نرم‌افزار است. همچنین نام شاخهٔ از علوم است که نحوه ایجاد رایانه و نرم‌افزارهای رایانه ای را که قادر به رفتار هوشمند هستند، مطالعه و کنکاش می‌کند.

## چیستی
- نوع هوش
  - هوش مصنوعی (Synthetic intelligence) -هوش با کیفیت ساخت بشر و در عین حال واقعی: حقیقی، غیر جعلی، شبیه‌سازی نشده
- نوع فناوری
  - نوعی فناوری رایانه
    - یک سیستم کامپیوتری که برخی از عملکردهای فکری را انجام می‌دهد

  - یک فناوری نوپدید
- زمینه:
  - یک رشته دانشگاهی
  - شاخه ای از علم
    - شاخه ای از علوم کاربردی
      - شاخه ای از علوم کامپیوتر

## انواع
- هوش مصنوعی ضعیف (هوش مصنوعی محدود) - هوش ماشینی بر روی یک کار محدود متمرکز شده‌است.
- هوش مصنوعی قوی / هوش عمومی مصنوعی (AGI) - دستگاهی (فرضی) با قابلیت استفاده از هوش برای هر مشکلی، نه فقط برای یک مشکل خاص، که معمولاً به معنی «حداقل به اندازه یک انسان معمولی هوشمند» است. ایجاد احتمالی آن به عنوان یک تکینگی فناوری نامیده می‌شود و یک خطر فاجعه بار جهانی است (به Superintelligence، در زیر مراجعه کنید).
- هوش فوق بشری - (فرضی) هوش مصنوعی بسیار فراتر از درخشان‌ترین و با استعدادترین ذهن بشر است. با توجه به بهبود مجدد خود ، انتظار می‌رود که فراهوش نتیجه سریع ایجاد هوش عمومی مصنوعی باشد.

## شاخه‌ها

### بر پایه رویکرد
- هوش مصنوعی - هنگامی که دسترسی به رایانه‌های دیجیتالی در اواسط دهه ۱۹۵۰ امکان‌پذیر شد، تحقیقات هوش مصنوعی شروع به کشف این امکان کرد که هوش انسان به دستکاری نمادها کاهش یابد.
- هوش مصنوعی تفسیری - ورودی‌هایی مانند کلمات برای شناسایی نمایش‌های انتزاعی از چیزهایی (مانند، اما نه محدود به: اشیاء، ویژگی‌ها و اعمال) که کلمات قصد توصیف آنها را در زبان طبیعی دارند، استفاده می‌شود.
  - هوش مصنوعی نمادین -
- زیر نمادین-
  - سایبرنتیک اولیه و شبیه‌سازی مغز -
  - هوش مصنوعی مبتنی بر رفتار (Behavior based AI)-
    - معماری فرعی (Subsumption architecture)-

  - هوش مصنوعی نوول (Nouvelle AI)-
  - محاسبات نرم -
    - خلاقیت محاسباتی -
    - یادگیری ماشین - مطالعه الگوریتم‌های رایانه که به‌طور خودکار از طریق تجربه و با استفاده از داده‌ها بهبود می‌یابند.
      - شبکه عصبی - تشکیل شده از لایه‌های نورون‌های مصنوعی به هم پیوسته با الهام از شبکه عصبی بیولوژیکی.
        - شبکه عصبی ترکیبی (Hybrid neural network) -
        - شبکه عصبی بازگشتی -
        - پرسپترون - الگوریتمی برای یادگیری تحت نظارت طبقه‌بندی کننده‌های دوتایی (بله یا خیر).

      - ماشین بردار پشتیبانی (SVM)

    - سیستم‌های فازی -
    - رایانش فرگشتی شامل:
      - الگوریتم‌های تکاملی -
        - الگوریتم ژنتیک -
        - تکامل افتراقی (Differential evolution)

      - هوش ازدحامی و الگوریتم‌های فراابتکاری
        - الگوریتم کلونی مورچگان
        - بهینه‌سازی ازدحام ذرات

      - کنترل هوشمند مبتنی بر یادگیری احساسی مغز (BELBIC)-

    - روشهای احتمالی شامل:
      - شبکه بیزی
      - مدل مارکوف پنهان
      - فیلتر کالمان

    - نظریه آشوب
- هوش مصنوعی آماری -

### بر اساس کاربرد
فهرست پروژه‌های هوش مصنوعی
- خلاقیت مصنوعی -
- زندگی مصنوعی - شبیه‌سازی زندگی طبیعی از طریق رایانه، روباتیک یا بیوشیمی.
- زمان‌بندی و برنامه‌ریزی خودکار -
- استدلال خودکار -
- خودکارسازی -
- تشخیص خودکار هدف (Automatic target recognition) -
- رایانش مبتنی بر زیست شناسی -
- توانایی شنیداری رایانه -
  - تشخیص گفتار -
  - تشخیص صدا -
- بینایی رایانه ای (نمای کلی (outline)) -
  - پردازش تصویر -
  - تشخیص کلمات هوشمند (Intelligent word recognition)-
  - تشخیص شی (Object recognition)-
  - تشخیص علامت نوری (Optical mark recognition) -
    - تشخیص دست خط -
    - نویسه‌خوان نوری -
      - تشخیص پلاک اتوماتیک -

  - سیستم‌های تشخیص چهره -
    - رابط گفتار بی صدا (Silent speech interface)-
- تشخیص (Diagnosis) -
- سامانه خبره -
  - سامانه پشتیبانی تصمیم -
    - سامانه تصمیم یار بالینی -
- بازی هوش مصنوعی -
  - ربات بازی رایانه ای (Computer game bot)- جایگزینی رایانه برای بازیکنان انسانی.
  - هوش مصنوعی (بازی‌های ویدئویی) -
    - شطرنج کامپیوتری (Computer chess)-
    - رایانه گو -

  - بازی کردن عمومی -
  - اجرای کلی بازی‌های ویدئویی -
  - نظریه بازی -
- سیستم هوشمند ترکیبی (Hybrid intelligent system)-
- کارگزار هوشمند -
  - معماری کارگزار (Agent architecture)-
    - معماری شناختی (Cognitive architecture)-
- کنترل هوشمند -
- مدیریت دانش -
  - مفهوم استخراج (Concept mining) -
    - داده‌کاوی -
    - متن‌کاوی -
    - فرایندکاوی -

  - فیلتر هرزنامه ایمیل-
  - استخراج اطلاعات -
    - تشخیص فعالیت -
    - بازیابی تصویر -
      - حاشیه نویسی خودکار تصویر (Automatic image annotation)-

    - استخراج نامگذاری شده (Named-entity extraction)
      - وضوح مرجع (Coreference resolution)-
      - به رسمیت شناخته شدن نهاد (en:Named-entity recognition)-
      - استخراج رابطه (Relationship extraction)-
      - استخراج اصطلاحات (Terminology extraction)-

  - بازنمود دانش -
  - وب معنایی -
- یادگیری ماشین -
  - مدلهای شرطی محدود -
  - یادگیری عمیق -
  - زمینه‌های مدل‌سازی عصبی (Neural modeling fields)-
- پردازش زبان طبیعی (طرح کلی (outline)) -
  - چت ربات‌ها -
  - شناسایی زبان (Language identification)-
  - رابط کاربری زبان طبیعی (Natural language user interface) -
  - فهم زبان‌های طبیعی -
  - ترجمه ماشینی -
    - معناشناسی آماری (Statistical semantics)-

  - پرسش و پاسخ -
  - ترجمه معنایی (Semantic translation)-
- کنترل غیر خطی -
- تشخیص الگو -
  - تشخیص نوری شخصیت -
  - تشخیص دست خط -
  - تشخیص گفتار -
  - تشخیص چهره -
- رباتیک -
  - رباتیک مبتنی بر رفتار-
  - شناختی -
  - سایبرنتیک -
  - رباتیک توسعه ای (Developmental robotics)-
  - رباتیک اپی ژنتیک (Epigenetic robotics)-
  - رباتیک تکاملی (Evolutionary robotics)-
- دستگاه تولیدکننده گفتار (Speech generating device)-
- برنامه‌ریزی راهبردی -
- ادغام زیرساخت خودرو (Vehicle infrastructure integration)-
- هوش مجازی (Virtual Intelligence)-
- واقعیت مجازی -

## عناصر دیگر طراحی
- انتخاب عمل (Action selection)-
- رایانش احساسی -
- جعبه هوش مصنوعی -
- هوش مصنوعی کامل-
- احتمال الگوریتمی (Algorithmic probability)-
- یکپارچه سازی سیستم‌های هوش مصنوعی –
- استدلال خودکار -
- رایانش خودمختار -
- شبکه خودکار (Autonomic Networking)-
- زنجیرزنی عقب (Backward chaining)-
- شبکه‌های بیزی -
- رایانش مبتنی بر زیست
  - سیستم ایمنی مصنوعی (Artificial immune systems)-
- سیستم تخته سیاه (Blackboard system)-
- بات مکالمه -
- روش شانه (Combs method)-
- استدلال عقلانی -
- طنز محاسباتی (Computational humor)-
- اثبات به کمک کامپیوتر (Computer-assisted proof)-
- نظریه وابستگی مفهومی (Conceptual dependency theory)-
- ماشین داروین (Darwin machine)-
- منطق توصیف -
- مشکل قاب (Frame problem)-
- نظریه بازی -
- نظریه سیستم‌های گرامری (Grammar systems theory)-
- انفورماتیک -
- کنترل هوشمند -
- کینکت -
- یادگیری عامل توزیع هوشمند (LIDA (cognitive architecture))-
- تجزیه و تحلیل اهداف (Means–ends analysis)-
- پارادوکس موراویک (Moravec's paradox)-
- موسیقی و هوش مصنوعی -
- اپراتور تجمیع میانگین وزنی سفارش شده -
- PEAS - عملکرد، محیط، محرک‌ها، حسگرها
- ادراک (هوش مصنوعی) (Percept (artificial intelligence))-
- محاسبه ادراکی (Perceptual Computing)-
- سیستم قانون محور
- خود-مدیریت -
- محاسبه نرم -
- عامل نرم‌افزار -
  - کارگزار هوشمند / کارگزار عقلایی -
    - عامل خودمختار (Autonomous agent)-
    - زمان‌بندی و برنامه‌ریزی خودکار
    - سامانه کنترل
      - سیستم کنترل سلسله مراتبی
      - سیستم کنترل شبکه ای

    - هوش مصنوعی توزیع شده -
    - سیستم چند عاملی-
    - عوامل نظارت و نظارت (Monitoring and Surveillance Agents)

  - عامل تجسم یافته (Embodied agent)-
  - هوش مصنوعی واقع شده
- ناهنجاری سوسمان (Sussman anomaly)-
- وتواتر (مغز) (Wetware (brain))-

## پروژه‌ها
- ریاضی‌دان خودکار (۱۹۷۷) (Automated Mathematician)-
- آلن (ربات) (اواخر دهه ۱۹۸۰) (Allen (robot))-
- عقل سلیم روشنفکر (۱۹۹۹–) (Open Mind Common Sense)-
- مایندپیکسل (۲۰۰۰–۲۰۰۵) (Mindpixel)-
- دستیار شناختی که یادمی‌گیرد و سازمان می‌دهد (۲۰۰۳–۲۰۰۸) (Cognitive Assistant that Learns and Organizes)-
- پروژه بلو برین یا مغز آبی (۲۰۰۵-اکنون) – تلاش برای ایجاد یک مغز مصنوعی توسط مهندسی معکوس مغز پستانداران تا سطح مولکولی.
- دیپ‌مایند گوگل (۲۰۱۱) -
- پروژه مغز انسان (۲۰۱۳ تا کنون) (Human Brain Project) –
- واتسون (۲۰۱۴ - در حال حاضر) – واحد تجاری ایجاد شده در اطراف واتسون، برای توسعه بیشتر آن و استقرار برنامه‌ها یا خدمات قابل فروش بر اساس آن.